# Ürzig
Ürzig település Németországban, Rajna-vidék-Pfalz régióban.

## Fekvése
A Mósel vidékén, Triertől 37 km-re, Bausendorf északi szomszédjában fekvő település.

## Története

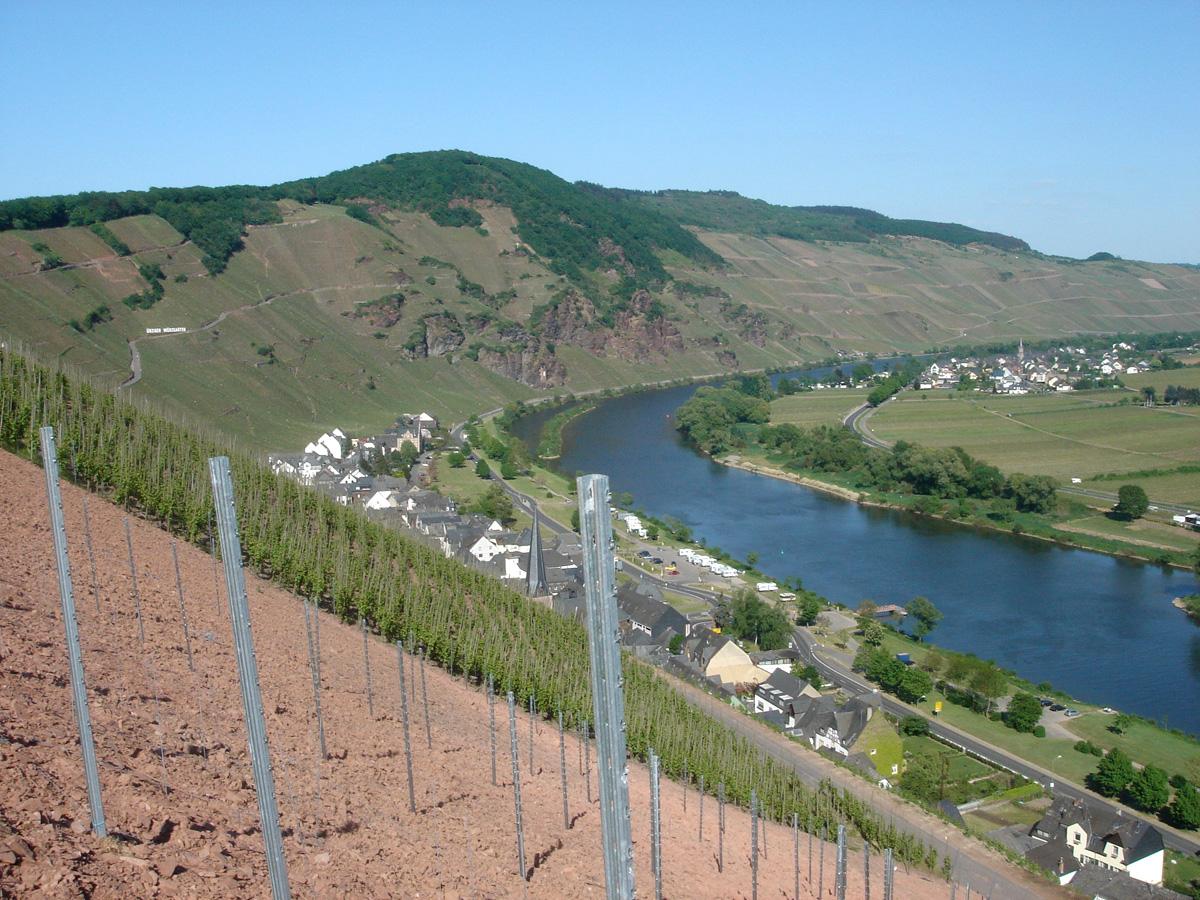
Ürzig látképe

Ürzig a legrégibb történelmi helyek egyike a Mosel vidékén. Már a bronzkorban is lakott volt: területén kelta-germán település nyomait tárták fel, később pedig a rómaiak is megtelepedtek itt.
Középkori várainak emlékét csak a déli, szőlőkkel borított hegyoldalban álló őrtorony őrzi, melynek déli oldalán napóra mutatja az időt. A községben számos gyönyörű favázas épület díszíti.
Ürzig, Erden és a nagy moseli kanyarban fekvő többi bortermelő helység szőlőkkel borított lejtőikkel Mosel fejedelmei közé tartoznak.
A település 1946-tól az újonnan alapított állam Rajnavidék-Pfalz része.

## Galéria

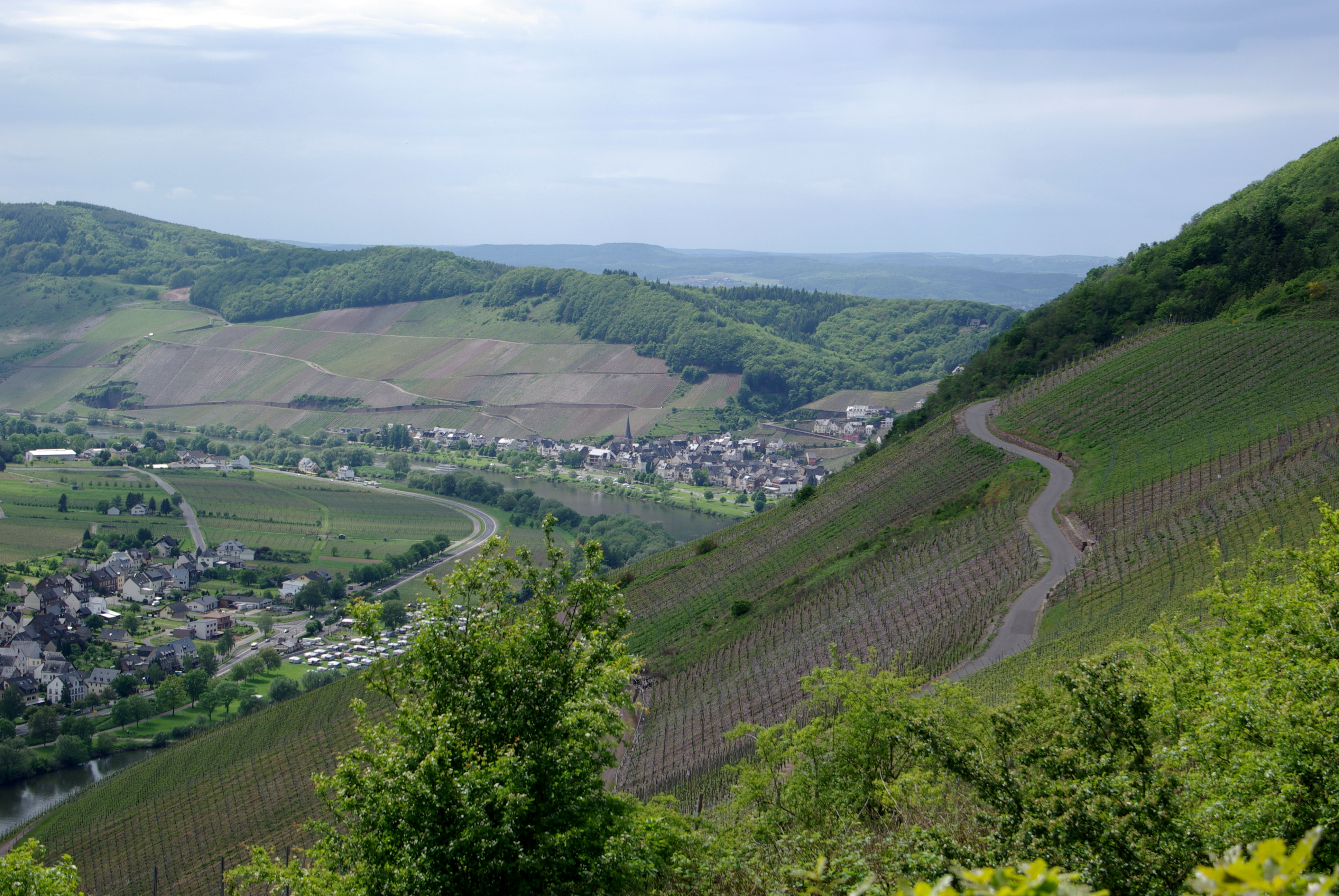
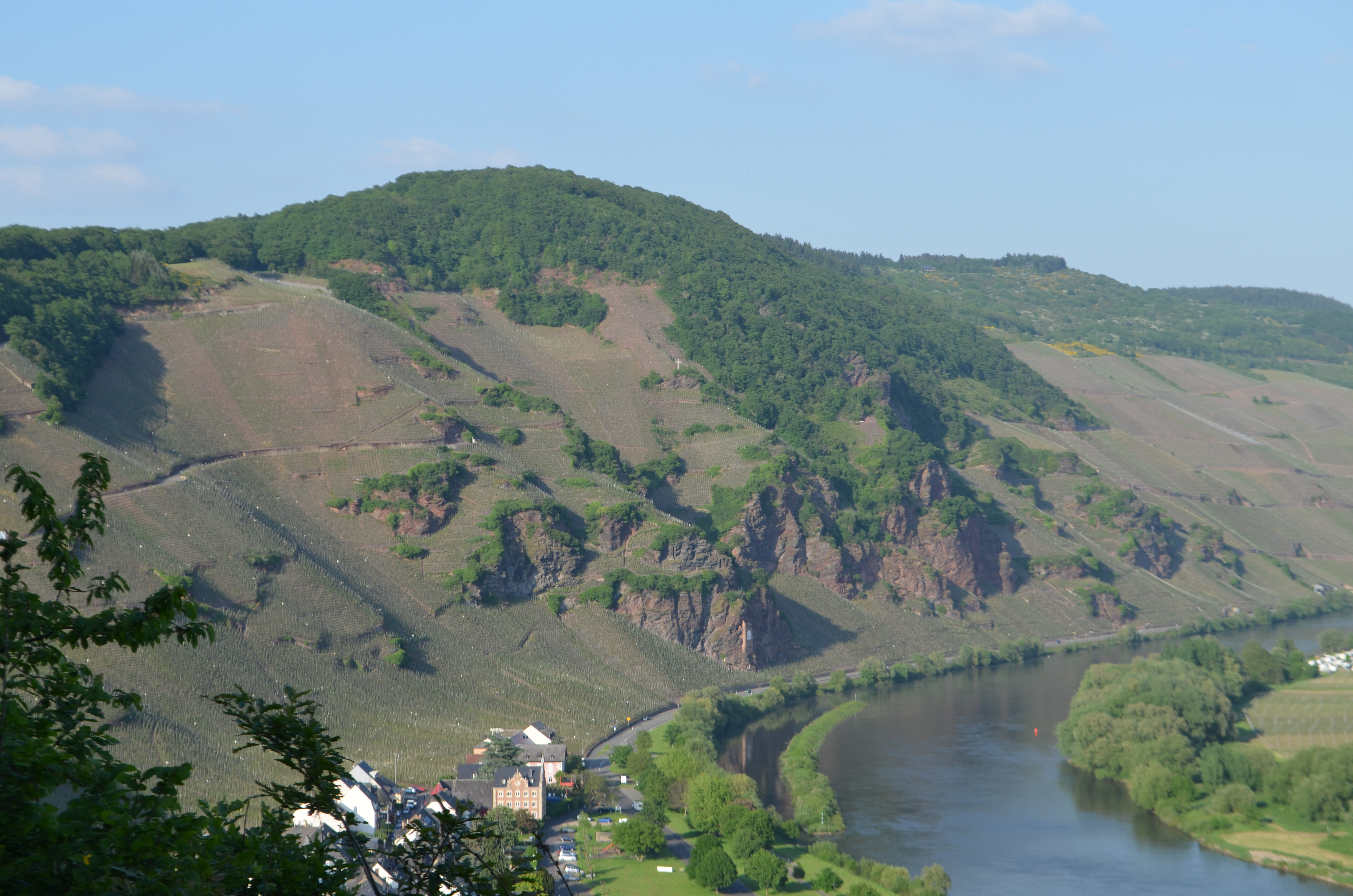
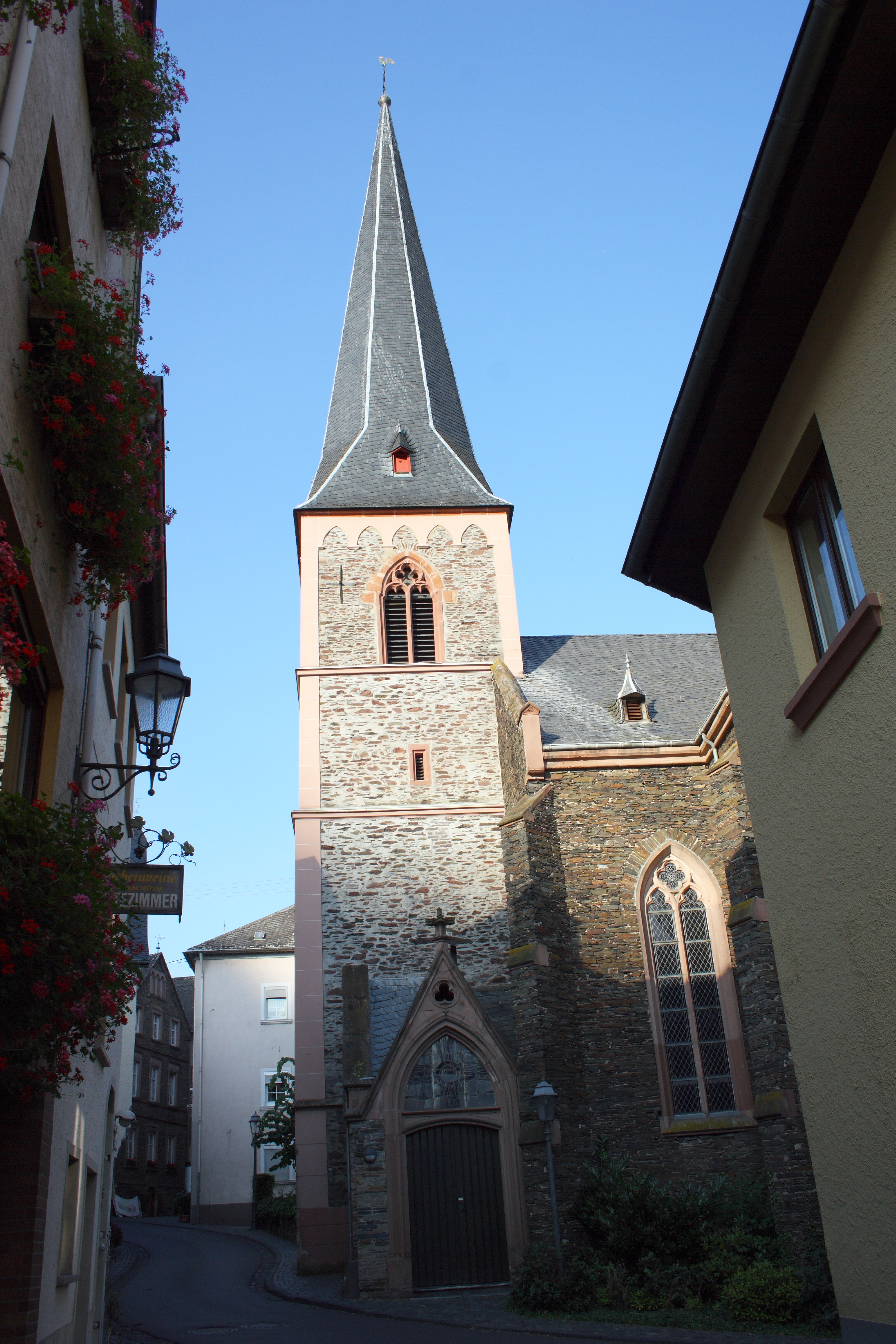
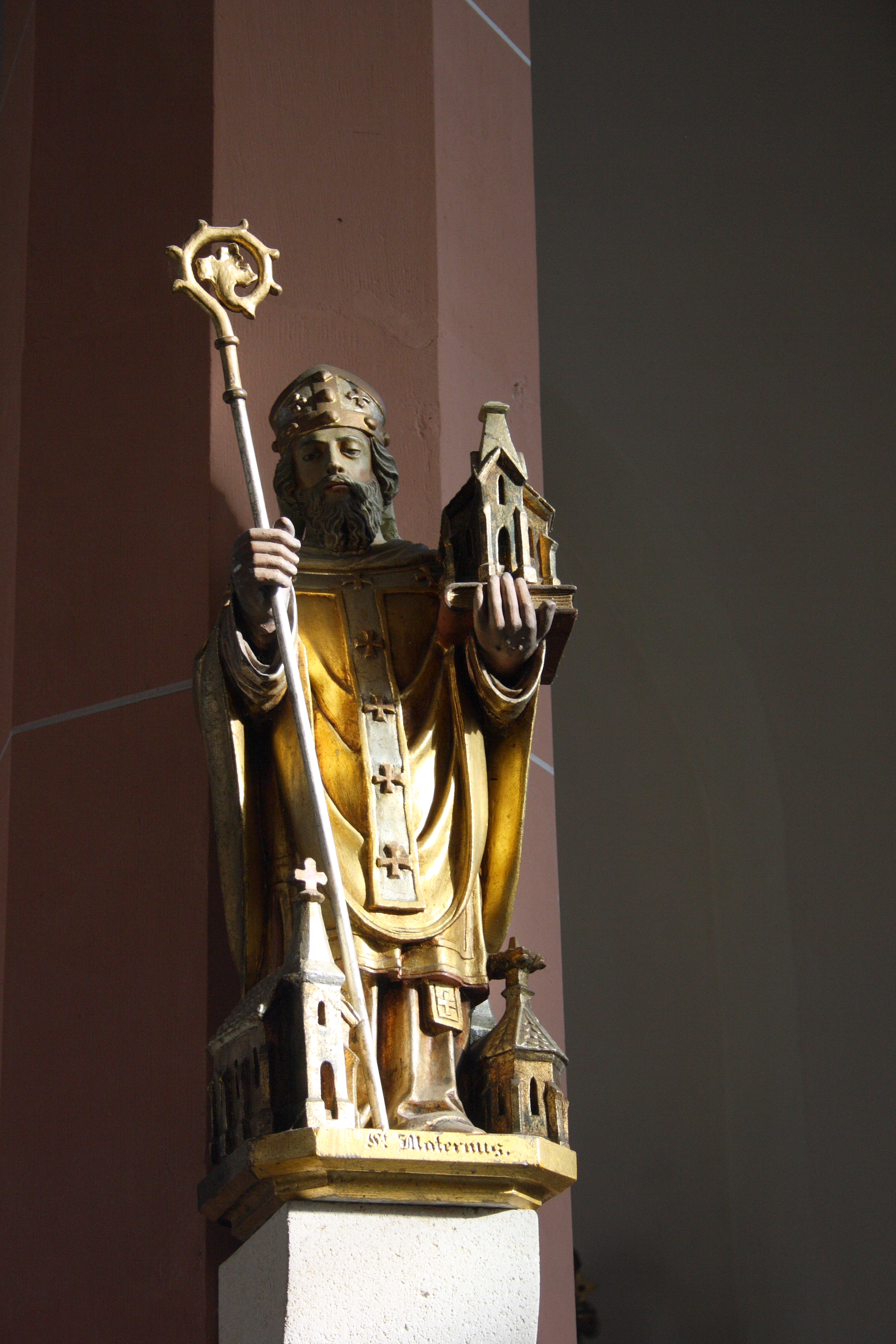
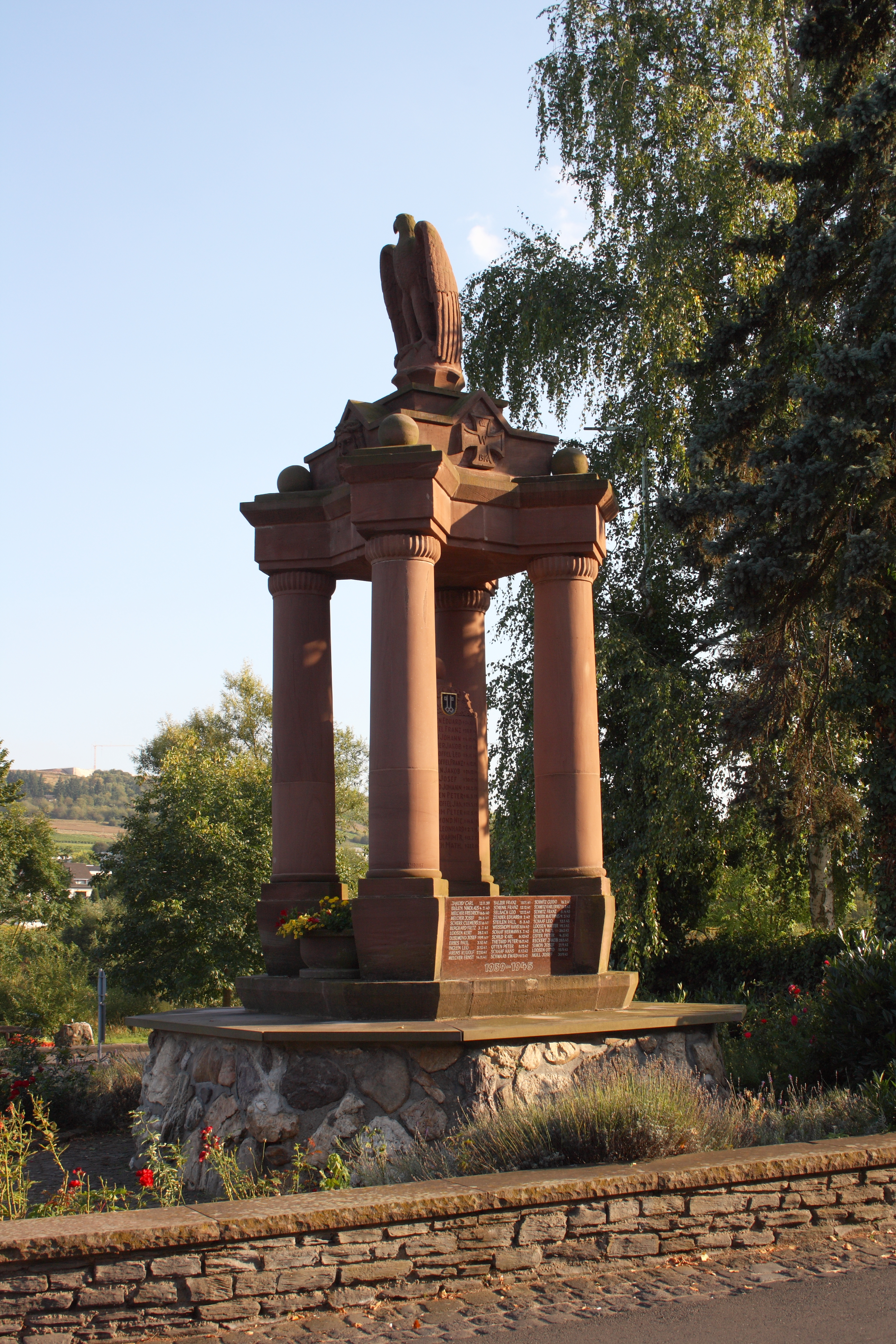
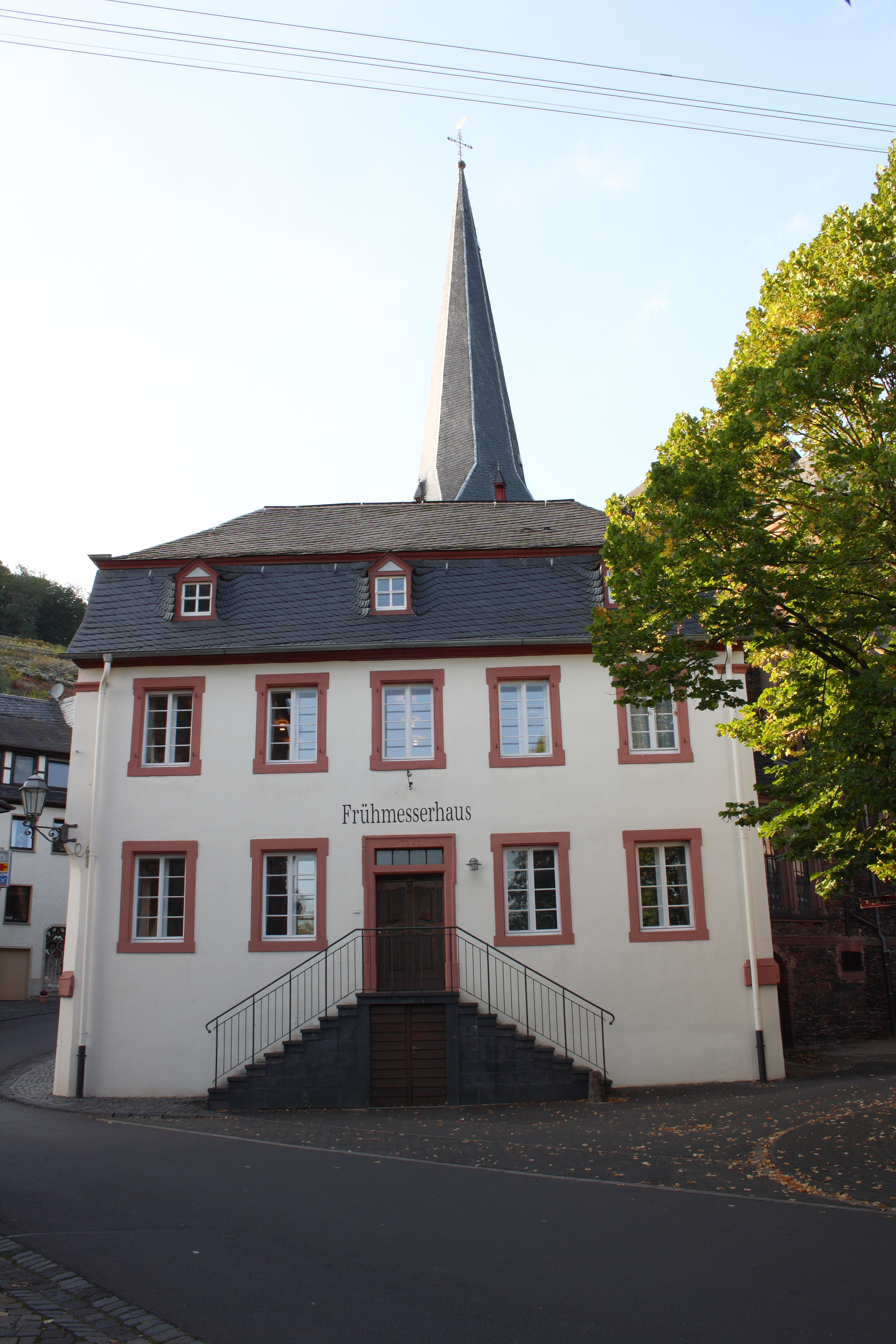
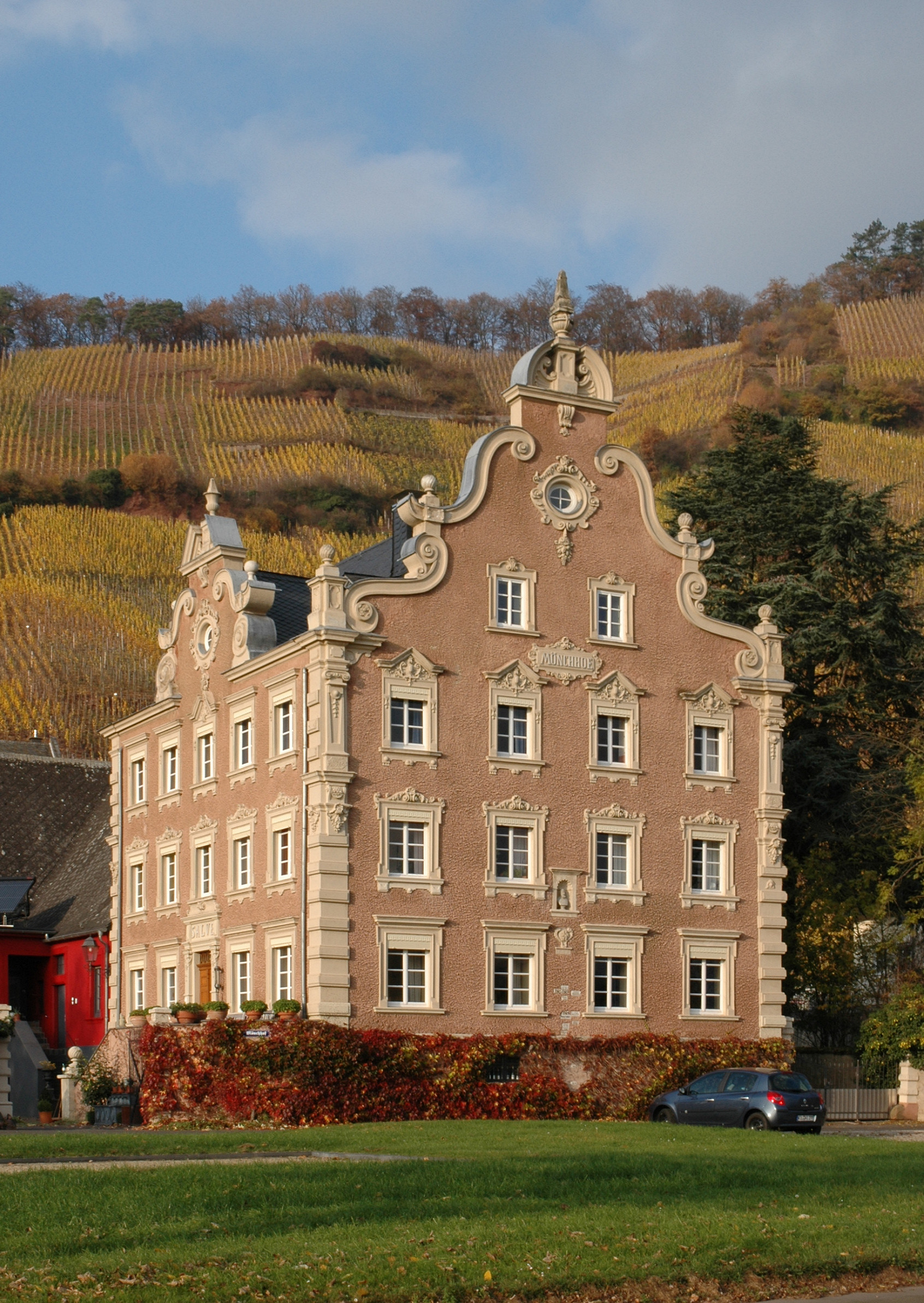
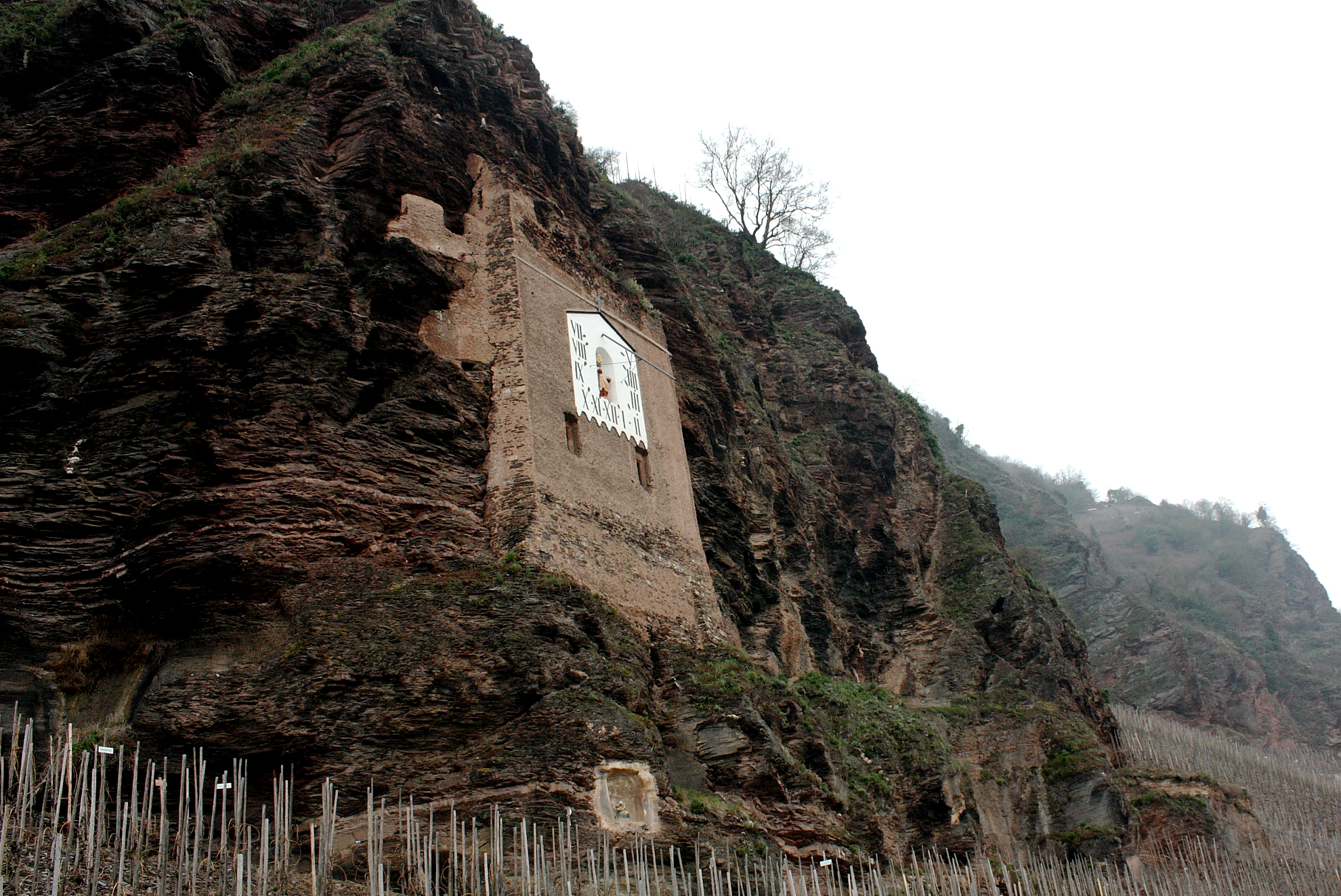
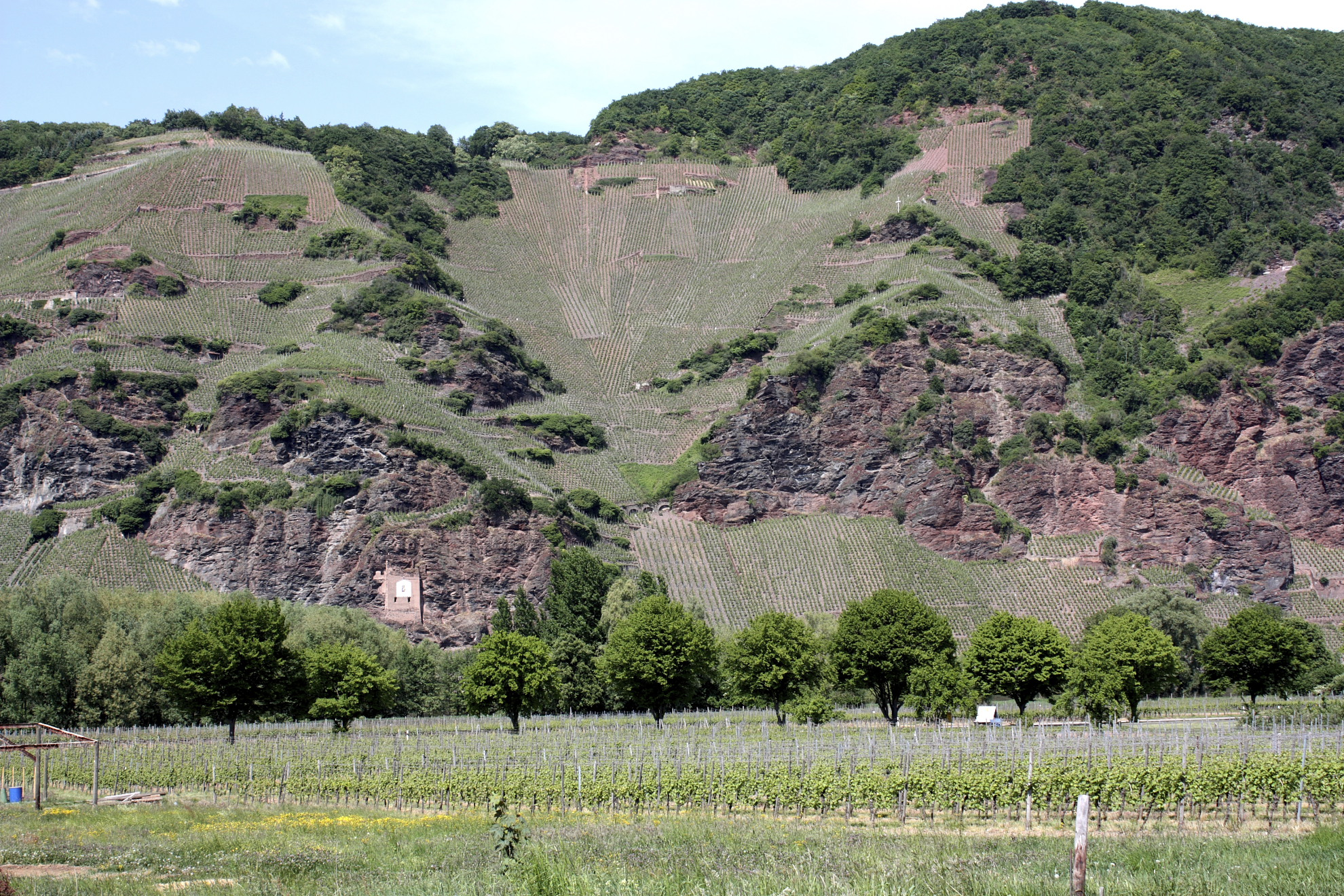
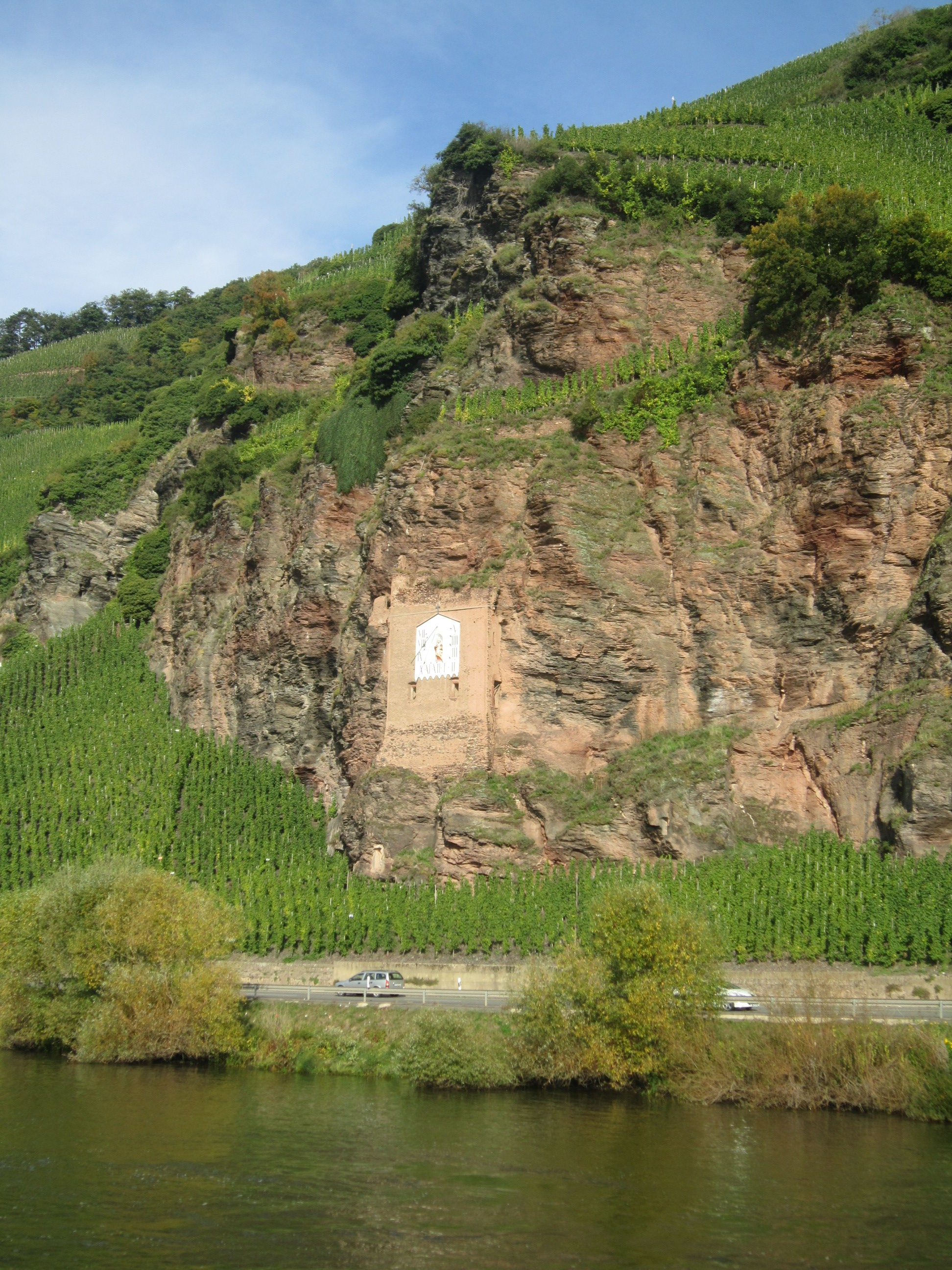
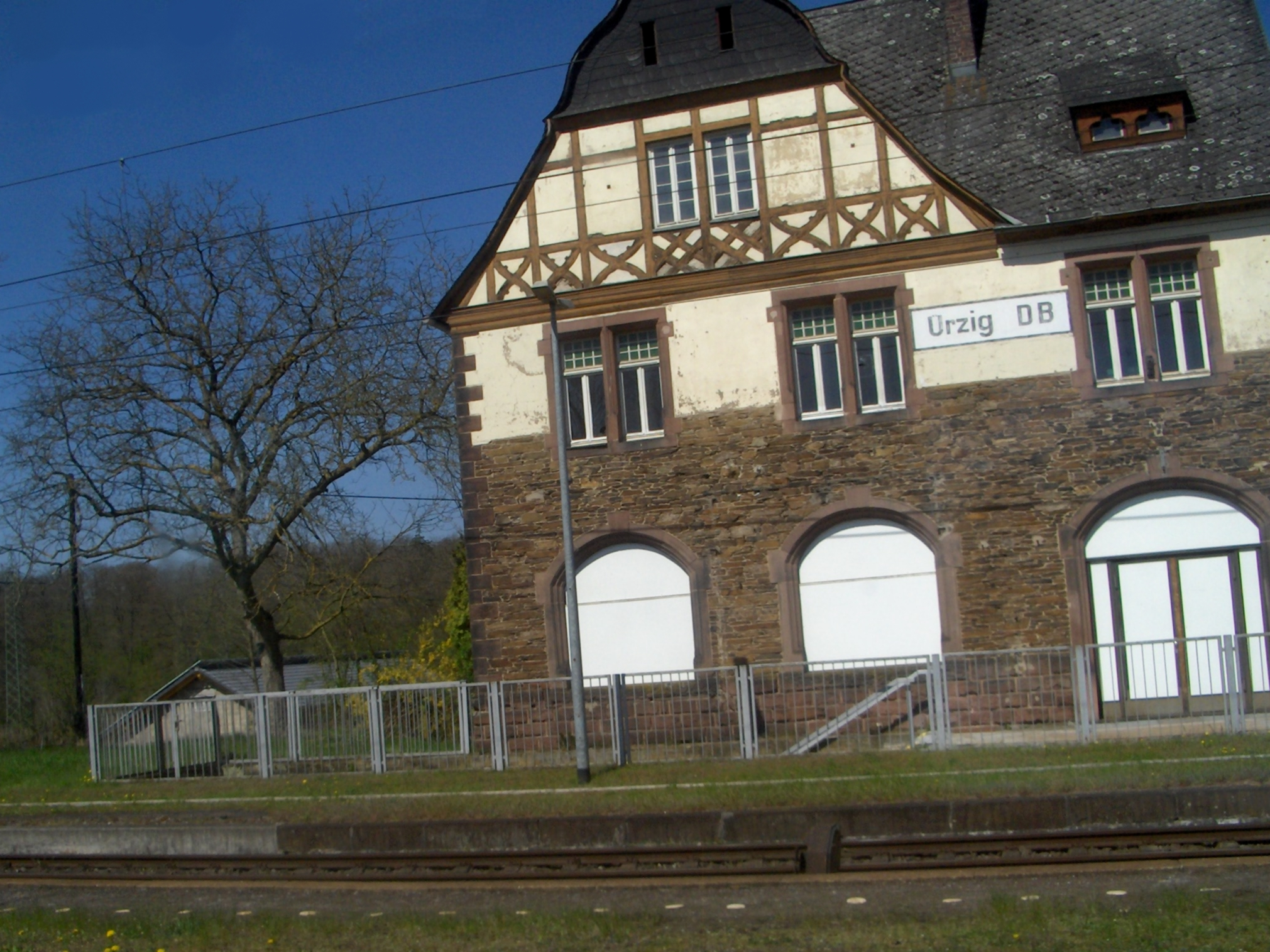
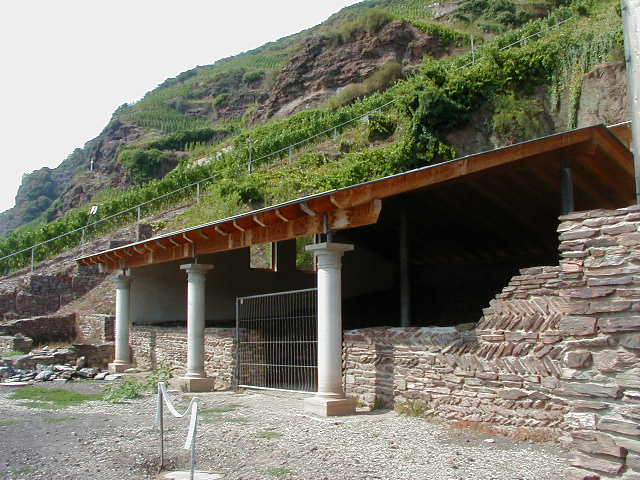